# Blue Bird (コブクロの曲)
「Blue Bird」（ブルー・バード）は、コブクロの20枚目のシングル。2011年2月16日にワーナーミュージック・ジャパンから発売された。

## 解説
前作「流星」から約3ヶ月ぶりのリリースとなる2011年1作目のシングル。初回限定盤と通常盤の2種リリースで、前者のみボーナストラックとして「ラブレター（demo）」が収録されている。また、初回限定盤と通常盤初回出荷分には『シングル「Blue Bird」発売記念抽選』の応募シリアルコードが封入されている。
コブクロの楽曲にアニメタイアップがつくのは「Summer rain」以来2回目で、シングルA面曲がアニメタイアップなのは今回が初となる。

## 収録曲
全曲作詞・作曲：小渕健太郎　編曲：コブクロ
1. Blue Bird （4:29）
NHK教育アニメ『バクマン。』オープニング･テーマ
楽曲のテーマは「見えない幸せ」[2]。コブクロのシングル曲ではめずらしくサビから入る曲で、演奏時間が5分を切ったのは2003年発売の「blue blue」以来となる。
2. 君への主題歌 （5:41）
「2010 冬の東京タワー」CMソング、H.I.S CMソング、「めざましテレビ」第2回ロープジャンプ小学生 No.1決定戦テーマ･ソング。[注 1]『KOBUKURO FANFESTA 2010』のアンコールで初披露。
3. ラブレター【demo】 （5:32）
初回限定盤のみに収録されている。
4. Blue Bird （Instrumental）
5. 君への主題歌 （Instrumental）

## 収録アルバム
- ALL SINGLES BEST 2(#1,2)
- One Song From Two Hearts(#1)
- ALL TIME BEST 1998-2018(#1)